# Тотила
Тотила (Totila, също и Baduila) е крал на остготите в периода 542 – 552 г. Тотила е убит през 552 г. по време на битката при Буста Галорум в Италия.
Тотила е племенник на остготския крал Хилдебад и не пренадлежи към рода на Амалите. След огромните загуби против източноримския генерал Велизарий през първата фаза на готската война и залавянето на Витигис през 540 г., на готите се удава с усилие, северно от р.По да задържат един малък остатък от държава. След няколко месеца Хилдебад е убит в края на 541 г. Тотила тогава е comes (командир) на Тревизо и е издигнат в началото или средата на 542 г. за крал.
Малко след това Тотила има първи успехи. Разбива две източноримски отделения. Готите превземат някои градове в региона Емилия и в Умбрия. През 543 г. превземат цяла Южна Италия и Неапол.
Целта на Тотила е да попречи на политиката на източноримския император Юстиниан I, която е превземане на Италия и така да възстанови империята, Restauratio imperii. В началото Тотила има успехи, понеже най-добрите войски на Юстиниан I са в Ориента, където от 540 г. водят война против Сасанидите. При това императорските функционери стават скоро необичани от италикерите, затова някои желаят времето на готското господство обратно.
Така Тотила превзема края на 546 г. Рим, при което показва демонстративно добрина към пленените.
След първото превземане на Рим интернира пленените сенатори в Кампания, където са освободени по-късно от източноримските войски. Скоро Рим е превзет отново от източноримските войски. Под ръководството на Тотила е създадена остготска флота. Тотила взема роби във войската си.
Всъщност, тактиката на Тотила прави така наречената Втора Готска война по-кръвопролитна от Първата през 535 – 540 г. За Италия това кръвополитие означава фактически край на античността.
Началото на 550 г. Рим е отново в ръцете на готите, чрез предателството на исаврийските помощни войски.
Източноримляните са пропъдени до Равена и някои крайбрежни градове, но Тотила губи флотата си през 551 г.
През пролетта 552 г. Нарсес започва с изочноримските си войски голяма офанзива.
Войската на Нарсес – с почти тридесетхиляди (30.000) елитни войници, за тогава една доста голяма войска – пресичат Балкана и навлизат от север в Италия, избягвайки готските защитни линии.
През Верона и Рим маршируват към Тотила, който в Умбрия при Буста Галорум наблизо до Тагинае на 30 юни или 1 юли 552 г. с около двадесетхиляди (20.000) души се нарежда за битка.
В тази битка остготската войска е разгромена от стрелите на източноримските стрелци.
Тотила е убит по време на битката или малко след това при бягство.
Така свършва мечтата за доказване на готите в Италия. Готите могат да се съберат още веднъж под Тейа, но загубата на голяма част от остготската кавалерия означава и свършване на ефективната съпротива.

## Други
- Прокопий от Caesarea описва битката в Буста Галорум (лат. за Гробен хълм на галите) през 552 г., в книга 8 на своята История.
- Феликс Дан обработва тази битка литературно в романа си „Борбата за Рим“, (" Ein Kampf um Rom") от 1876 г.
- „Ein Kampf um Rom“, Текст в Проект Гутенберг-DE
- „Борбата за Рим“ е сниман 1966 г. от Robert Siodmak, с Orson Welles като Юстиниан I и др.